# Kliment Jefremovics Vorosilov
Kliment Jefremovics Vorosilov (oroszul: Климент Ефремович Ворошилов, Verhnyeje, 1881. február 4. – Moszkva, 1969. december 2.) orosz nemzetiségű szovjet kommunista politikus, hadvezér, a Szovjetunió marsallja. A második világháborút követően Magyarországon kulcsszerepet játszott a szovjet katonai hatalom megszilárdításában és a kommunista hatalomátvétel előkészítésében. A krími tatárok pusztító kitelepítésének kivitelezője.

## Élete

### A szovjet forradalomig
Az Orosz Birodalom Jekatyerinoszlavi kormányzóságának Verhnyeje nevű falujában (ma Liszicsanszk város része Ukrajna Luhanszki területén) (más forrás szerint Volcsarajovszka) egy vasúti őrházban született. Szegényparaszti származású apja ebben az időben pályaőr volt. Neki magának fiatalon, tízéves korában munkába kellett állnia a helyi bányában, ahol a kibányászott szén közül kellett kiválogatnia a vaspiritet. Csak két évig járt iskolába, ezzel a tanulmányai véget is értek. A Donyec-Jurjevai Kohászati Társaságnál kapcsolatba lépett a helyi szociáldemokrata szervezettel. Egy időre letartóztatták és ezután nehezen kapott másik munkát. 1902-től Luhanszkban volt mozdonygyári lakatos.
1903-ban csatlakozott a bolsevik párthoz. Az 1905-ös orosz forradalom alatt, amikor egy mozdonygyári munkásközgyűlés elnöke volt, letartóztatták, de néhány hónap múlva szabadon engedték. Részt vett az Oroszországi Szociáldemokrata Munkáspárt (OSZDMP) 1906-os stockholmi és 1907-es londoni kongresszusain. Száműzték, és csak 1914-ben tért vissza Permből. A párt Központi Bizottsága irodájának dolgozva előbb Caricinben, majd Szentpétervárott dolgozott. 1917 februárjában a szentpétervári városi szovjetbe választották, de márciusban már Luhanszkban volt, ahol a városi szovjet elnöke lett.
Az októberi szovjetforradalom után novemberben ismét Szentpétervárra hívták. Ő lett a Forradalmi Katonai Bizottság polgári ügyekben illetékes komisszárja. Tevékeny részt vállalt a rettegett politikai rendőrség, a Cseka megszervezésében. A következő év elején megint Luhanszkba küldték. Részt vett a Vörös Hadsereg megszervezésében és Caricin védelmében (ekkor már egész hadseregcsoportot vezetett). Később az Észak-kaukázusi Katonai Körzet, még később a Déli Front katonai tanácsának tagja lett, majd a 10. hadsereg parancsnoka.

### A forradalom után
1918 novemberétől az ukrán ideiglenes kormány tagja, a következő év januárjától belügyi népbiztos volt.
A polgárháborúban Caricin védelme idején került közeli kapcsolatba Joszif Visszarionovics Sztálinnal. A Trockij vezette Forradalmi Katonai Tanácsban (a Revvojenszovjet) Sztálin támogatójaként vált ismertté. Az 1. lovashadsereg vezetőjeként (1919-1921) kulcsszerepe volt az orosz polgárháború déli frontján, illetve a lengyel–szovjet háborúban.
1921-ben a Szovjetunió Kommunista Pártja Központi Bizottságába választották és egészen 1961-ig tagja is maradt. 1921 tavaszán részt vett a kronstadti matrózlázadás leverésében. Ugyanettől az évtől tagja volt a Központi Bizottság délkeleti irodájának és parancsnoka lett az Észak-kaukázusi Katonai Körzetnek. 1924-ben a Moszkvai Katonai Körzet vezetését kapta meg és tagja lett a Forradalmi Katonai Tanácsnak, amelyet 1925. januártól Mihail Frunze vezetett. 1925-ben, Frunze halála után a Katonai Tanács elnökének választották és a katonai és flottaügyek népbiztosa lett. Ezt a posztot 1934-ig töltötte be (1934 és 1940 közt honvédelmi népbiztos volt). Frunze a „trojka” (Zinovjev, Kamenyev, Sztálin) támogatója volt, de ezen belül „zinovjevista”, és Sztálin Vorosilovval saját hívét nevezte ki a posztra. Frunze a sebészasztalon halt meg kloroform-túladagolástól, miután belement, hogy megoperálják régi gyomorfekélyét (halála egyesek szerint gyilkosság volt, amelyben Sztálin kezét sejtik.) 1926-ban Vorosilov az újonnan alakult Politikai Bizottságnak is tagja lett (1960-ig).

### A nagy tisztogatás és a háború

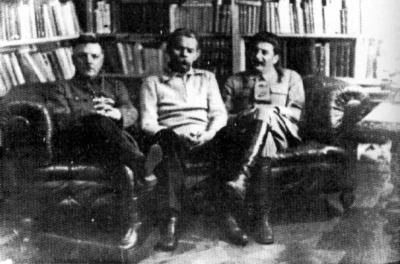
Vorosilov, Gorkij, Sztálin (balról jobbra) 1931-ben készült fotó

Az 1930-as években mélyen belebonyolódott a sztálini Nagy tisztogatásba. Ennek Mihail Tuhacsevszkij marsall is áldozatául esett, ami nagyban segítette Vorosilov előmenetelét.
1934-ben védelmi népbiztossá (komisszárrá), majd 1935-ben a Szovjetunió marsalljává nevezték ki. Az első öt között volt, akik ezt a rangot megkapták. 1938-ban a Távol-Keleten sikerrel vert vissza egy japán támadást. A második világháború idején a Szovjetunió Védelmi Bizottsága tagja volt. Egyike volt annak a három személynek (Vjacseszlav Mihajlovics Molotov és Anasztasz Mikoján mellett), akik 1940 tavaszán aláírásukkal hagyták jóvá a katyńi vérengzést, a fogoly lengyel tisztek tízezreinek legyilkolását.
1940-től a népbiztosok tanácsának elnökhelyettese volt. 1939 novembere és 1940 januárja között ő irányította a szovjet hadsereget a téli háború során, tervezési hiányosságai és általános inkompetenciája miatt azonban a Vörös Hadsereg hatalmas veszteségeket szenvedett. Vorosilovot Szemjon Tyimosenkóra cserélték.
A Szovjetunió német lerohanása, 1941 júniusa után Vorosilov az északnyugati hadseregek parancsnoka lett. Nagy személyes bátorságot tanúsított – egy ízben például egy szál pisztollyal a kezében vezetett ellentámadást a német tankok ellen –, ugyanakkor komoly hozzánemértést is, így nem tudta megakadályozni, hogy a németek bekerítsék Leningrádot (ma: Szentpétervár), és menesztették erről a posztról is. A sokkal tehetségesebb Georgij Zsukov váltotta fel.

#### A krími tatárok
A krími tatárok leszármazottainak szemében az egyik legrosszabb emlékű szovjet politikus: 1944 második felében személyesen felügyelte a teljes nép, több százezer ember kitelepítését Közép-Ázsiába és Szibériába. Egy éven belül a kitelepítettek fele elpusztult.

### Szerepe Magyarországon
1945 és 1947 között a magyar kommunista rezsim megalapozását felügyelte, a helyi Szövetséges Ellenőrző Bizottság elnökeként, bár 1946-tól, amikor a szovjet minisztertanács elnökhelyettese lett, lényegében Vlagyimir Szviridov altábornagy helyettesítette budapesti posztján. 1945. január 20-án a szövetséges hatalmak részéről ő írta alá a fegyverszüneti egyezményt Moszkvában Gyöngyösi János magyar külügyminiszterrel. Legalább részben a SZEB nyomására történt a magyarországi németek kitelepítése, bár ezt a felelősséget Vorosilov és a SZEB később igyekeztek elhárítani maguktól.

#### Az 1945-ös választások
Miután 1945. október 7-én meglepetésre nem a Magyar Kommunista Párt, hanem a Független Kisgazdapárt nyerte a nagy-budapesti törvényhatósági választást, Vorosilov Sztálin nyomására azt szerette volna elérni, hogy a november 4-ére kitűzött országgyűlési választásokon a különböző pártok egy blokkban induljanak. Magához kérette Nagy Ferenc kisgazda elnököt és először 45%-ot, majd 47,5%-ot ajánlott neki a képviselői helyekből, a Kisgazdapárton belül azonban Kovács Béla vezetésével valóságos palotaforradalom indult az alku ellen és tiltakozott az Amerikai Egyesült Államok és az Egyesült Királyság is. Végül nem lett közös lista és a kisgazdák 57,08%-os eredménnyel megnyerték a választásokat.
A SZEB nyomására azonban a kisgazdák közösen alakítottak kormányt a kommunistákkal, a szociáldemokratákkal és a Nemzeti Parasztpárttal. November 9-én készen állt a kormánylista, amelyben Kovács Béla kapta volna a belügyminiszteri posztot. Vorosilov még aznap jelentést küldött Moszkvába, az SZKP Politikai Bizottsága megtárgyalta és a beavatkozásra szólította fel Vorosilovot, azzal, hogy a belügyminisztériumot a kommunisták számára kell megszerezni és a két munkáspártnak miniszterelnök-helyettesi posztokat kell biztosítani. November 11-én Vorosilov még elfogadta volna Kovácsot belügyminiszternek, ha a rendőrséget felügyelő államtitkár posztját a kommunista Farkas Mihály kapja. Rákosi Mátyás, az MKP főtitkára azonban hallani sem akart ilyen engedményről és elégedetlenek voltak a szociáldemokraták is. Vorosilov és Puskin szovjet nagykövet beavatkozásai nyomán végül a kommunisták kapták a belügyminisztériumot és a 18 tárcát nem a választási eredmények alapján osztották fel.

#### AzMDPIII. kongresszusa
Vorosilov, mivel a SZKP elnökségének tagja volt megjelent a MDP III. kongresszusán, ahol díszvendégként fogadta Rákosi Mátyás, Gerő Ernő és Nagy Imre.

### Hruscsov és Brezsnyev idején

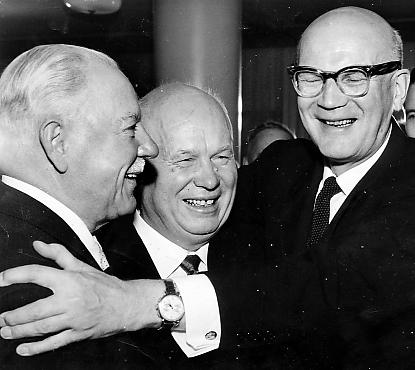
Vorosilov (balra) a Szovjetunió államfőjeként Hruscsovval (középen) és Urho Kekkonen finn elnökkel

1952-ben beválasztották a Központi Bizottság Elnökségébe (a korábbi Politikai Bizottság helyébe lépő testületbe). A következő évben Sztálin halála mélyreható változásokat indított el a szovjet vezetésben. Márciusban Vorosilovot a Legfelsőbb Tanács elnökségének elnökévé (államfővé) nevezték ki, az SZKP első titkára (azaz az ország ténylegesen első embere) Nyikita Hruscsov lett, a miniszterelnök pedig Georgij Malenkov. A rettegett Lavrentyij Beriját letartóztatták és kivégezték. Miután Hruscsov 1956-ban hivatalosan elítélte a sztálini személyi kultuszt, Vorosilov ideiglenesen Malenkov, Lazar Kaganovics és Vjacseszlav Molotov keményvonalas frakciójához csatlakozott (amelyet Hruscsov „pártellenes csoportnak” minősített), amikor 1957 júniusában sikertelen kísérletet tettek Hruscsov eltávolítására. Ezután azonban gyorsan Hruscsov pártjára állt.
1960. május 7-én a Legfelsőbb Tanács elfogadta Vorosilov kérését, felmentette a LT Elnökségének elnöki posztjáról, és Leonyid Brezsnyevet választotta a helyére. Július 16-án a Központi Bizottság is felmentette elnökségi tagságából. Politikai veresége 1961 októberében vált teljessé, amikor még a Központi Bizottságból is kiszavazták. Már az államfői posztról való lemondása sem volt önkéntes: egyes források szerint egy vacsora után döntött így, amelyen a Központi Bizottság tagjai látványosan ignorálták.
Hruscsov bukása után Brezsnyev visszahozta Vorosilovot a kommunista vezetésbe, de valós hatalommal járó szerepet már nem kapott. 1966-ban újra beválasztották a Központi Bizottságba és 1968-ban másodszor is megkapta a Szovjetunió Hőse kitüntetést.
Moszkvában halt meg 1969-ben és a Kreml fala melletti temetőben temették el.

## Róla nevezték el

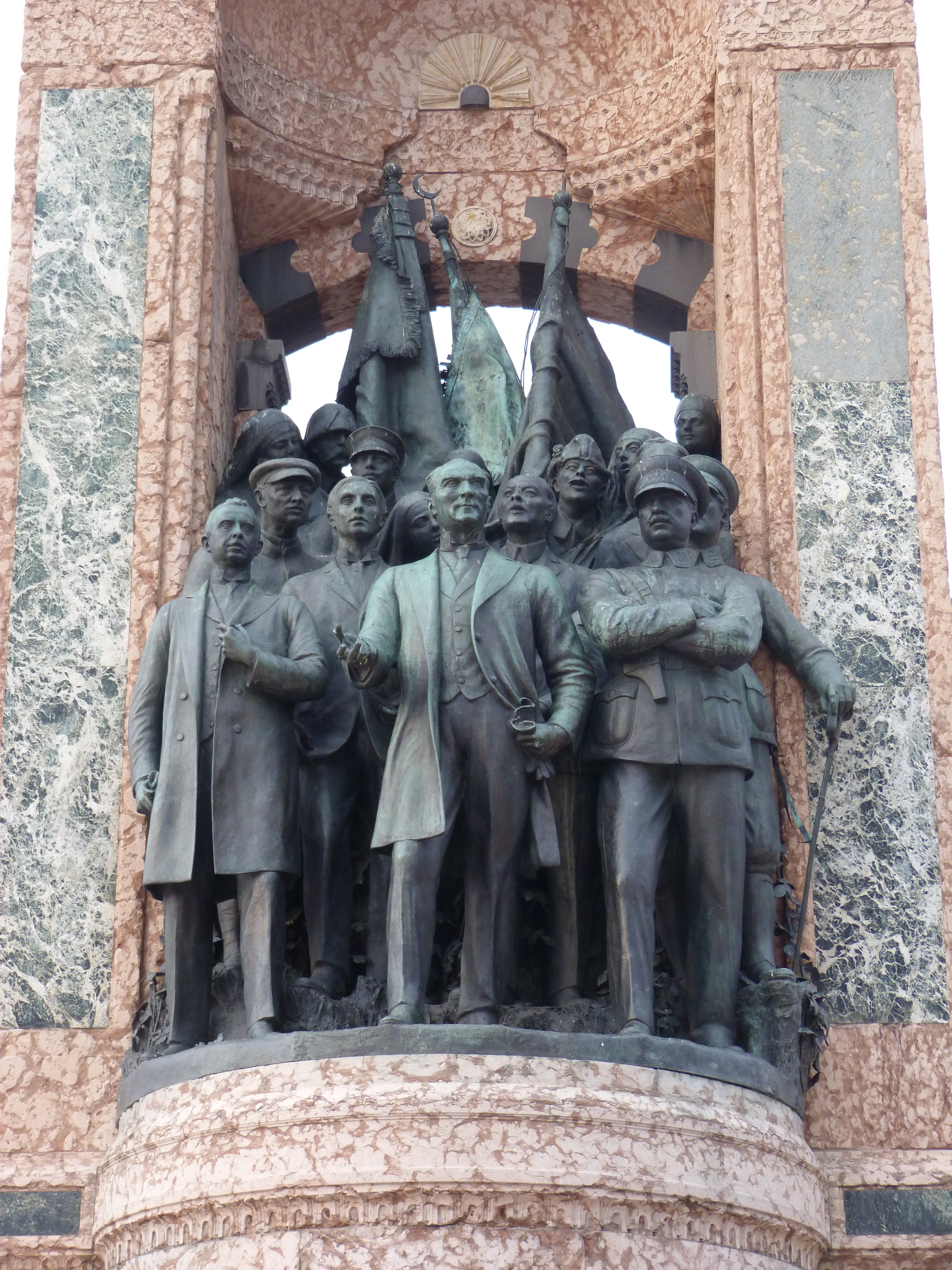
Atatürk és Vorosilov

- Szülővárosát, Luhanszkot 1935-ben róla nevezték el Vorosilovgrádnak, a desztalinizáció idején azonban 1958-ban a város visszakapta eredeti nevét. Vorosilov 1969-ben bekövetkezett halála után 1970-ben ismét Vorosilovgrád lett a város neve, de 1990-ben ismét Luganszkra, illetve ukránul Luhanszkra nevezték át.
- 1935 és 1943 között Vorosilovszk volt a neve az Észak-Kaukázusban a korábban Sztavropol-Kavkazszkij nevű városnak, melyet 1943 óta Sztavropolnak hívnak.
- Szintén 1935-ben neveztél el róla Vorosilovnak a Távol-Keleten Nyikolszk-Usszurijszkij várost, azonban a desztalinizáció kapcsán ez a név is megváltozott 1957-ben, a város azóta az Usszurijszk nevet viseli.
- Nevét viseli a moszkvai Vorosilov Katonai Akadémia.
- 1946 és 1961 között a budapesti Stefánia út, 1950 és 1962 között az esztergomi Kis-Duna sétány neve Vorosilov út volt. A kommunista rezsim idején Magyarországon nagyon sok településen volt Vorosilovról elnevezett utca, sőt egy forrás szerint még 2006 márciusában is volt ilyen a következő településeken: Battonya, Bikács, Nyékládháza, Sámsonháza, Tarnazsadány.
- Vorosilov nevét viselték a második világháború idején gyártott KV-nehézharckocsik (KV–1, KV–2, KV–85).
- 1999-ben mutatták be Sztanyiszlav Govoruhin Vorosilov mesterlövésze című játékfilmjét.[5]

## Művei magyarul
- Sztálin és a Vörös Hadsereg; ford. Botos Imre; Szikra, Bp., 1949
- Sztálin és a szovjet fegyveres erők [K. Vorosilov et al. beszédeiből és cikkeiből]; Honvédelmi Minisztérium, Bp., 1950 (A honvédség politikai kiskönyvtára)
- A Nagy Honvédő Háború lángeszű hadvezére; Reiner Ny., Bp., 1950
- A Nagy Honvédő Háború lángeszű hadvezére; Román Munkáspárt, Bukarest, 1950
- Sztálin és a Szovjetunió fegyveres erői; Szikra, Bp., 1951
- A Nagy Októberi Szocialista Forradalom 36. évfordulója. Jelentés a Moszkvai Szovjet 1953. november 6-i ünnepi ülésén; Politikai Kiadó, Bukarest, 1953
- Cikkek és beszédek; ford. Z. Vidor Emma; Szikra, Bp., 1954
- A marsall ifjúsága. Kliment Jefremovics Vorosilov emlékiratai; ford. Gerő Ernő; Kossuth–Kárpáti, Bp.–Uzsgorod, 1973